# Поликарпические растения
Поликарпические растения (от поли- и др.-греч. καρπός — плод; лат. Polycarpicae) — растения, многократно цветущие и плодоносящие в течение жизни.
Почти все поликарпические растения — это многолетние растения. К поликарпическим растениям относится большинство многолетних цветковых растений (деревьев и кустарников). Достигнув зрелости, поликарпические растения цветут и многократно плодоносят в течение нескольких лет. Это многолетние растения естественных фитоценозов (например, липа, лещина, черника) и агроценозов (например, яблоня, облепиха, смородина, земляника).
Другие растения, цветущие и плодоносящие только единожды за всю свою жизнь, называют монокарпическими.